# 小行星11943
小行星11943（11943 Davidhartley）是一颗绕太阳运转的小行星，为主小行星带小行星。该小行星于1993年7月发现。

## 轨道参数
小行星11943的轨道半长轴为3.0170485 UA，离心率为0.045。